# Lalamdevanahalli, Krishnarajanagara
Lalamdevanahalli là một làng thuộc tehsil Krishnarajanagara, huyện Mysore, bang Karnataka, Ấn Độ.